# Vioolconcert nr. 3 (Sinding)
Christian Sinding voltooide zijn Vioolconcert nr. 3 in 1917. In tegenstelling tot eerste twee vioolconcerten werd deze geboren onder een slecht gesternte. De muziek sloeg na de eerste uitvoering op 6 november 1917 niet aan. Er was ook geen uitgever te vinden, die zich aan deze muziek wilde wagen, terwijl ze vroeger voor hem in de rij stonden. De muziek bleef verder onuitgevoerd en verdween als manuscript in de archieven. In 2004 kwam het er even uit voor de onderstaande compact discopname om er daarna weer in opgeborgen te worden.
De solist van de première was Leif Halvorsen, die het in Bergen speelde, hij speelde het nog in Oslo en Kopenhagen. op 5 januari 1918 stonden twee Halvorsens op het concertpodium van de Universiteit van Oslo Leif soleerde bij en Johan Halvorsen gaf leiding aan het Theaterorkest van Oslo.  Sinding zond het manuscript nog naar Henri Marteau die hem zo geholpen had bij de eerste twee, maar het leverde niets op.
Delen:
1. Allegro moderato
2. Andante
3. Allegro non troppo